# Матвіївська волость
Матвіївська волость — історична адміністративно-територіальна одиниця Богодухівського повіту Харківської губернії з центром у селі Матвіївка.
Станом на 1885 рік складалася з 10 поселень, 6 сільських громад. Населення — 2888 осіб (1499 чоловічої статі та 1389 — жіночої), 498 дворових господарств.
|                     | Площа, десятин | У тому числі орної, дес. |
| ------------------- | -------------- | ------------------------ |
| Сільських громад    | 2232           | 1763                     |
| Приватної власності | 7751           | 5469                     |
| Казенної власності  | 440            | 440                      |
| Іншої власності     | 102            | 96                       |
| Загалом             | 10525          | 7768                     |

Поселення волості станом на 1885:
- Матвіївка — колишнє власницьке село при річці Рябина за 9 верст від повітового міста, 464 особи, 91 двір, православна церква, селітровий і цегельний завод, 2 ярмарків на рік.
- Дмитрівка — колишнє власницьке село при річці Рябина, 488 осіб, 92 двори, православна церква.
- Леськівка — колишнє власницьке село при річці Рябина, 523 особи, 103 двори, православна церква.
- Ново-Софіївка — колишнє власницьке село при річці Рябина, 238 осіб, 45 двори, православна церква, цегельний завод.